# San Luis Somos Todos/Saison 2015
Dieser Artikel listet Erfolge und Fahrer des Radsportteams San Luis Somos Todos in der Saison 2015 auf.

## Erfolge in der UCI America Tour
In den Rennen der Saison 2015 der UCI America Tour gelangen die nachstehenden Erfolge.
| Datum        | Rennen                                 | Kat. | Fahrer        |
| ------------ | -------------------------------------- | ---- | ------------- |
| 20. Dezember | 6. Etappe Vuelta Ciclista a Costa Rica | 2.2  | Mauro Richeze |
| 21. Dezember | 7. Etappe Vuelta Ciclista a Costa Rica | 2.2  | Mauro Richeze |

## Abgänge – Zugänge
| Zugänge       | Team 2014 | Abgänge          | Team 2015                               |
| ------------- | --------- | ---------------- | --------------------------------------- |
| Giuliano Mini | Neoprofi  | Daniel Díaz      | Funvic Brasilinvest-São José dos Campos |
|               |           | Fabian Velázquez | Unbekannt                               |

## Mannschaft
| Name              | Geburtstag         | Nationalität |
| ----------------- | ------------------ | ------------ |
| Jorge Giacinti    | 21. Juni 1974      | Argentinien  |
| Sergio Godoy      | 7. Juli 1988       | Argentinien  |
| Emanuel Guevara   | 7. Februar 1989    | Argentinien  |
| Gabriel Juárez    | 7. Dezember 1990   | Argentinien  |
| Alfredo Lucero    | 8. Februar 1979    | Argentinien  |
| Ariel Lucero      | 16. Dezember 1976  | Argentinien  |
| Cristian Martínez | 26. September 1991 | Argentinien  |
| Leandro Messineo  | 13. September 1979 | Argentinien  |
| Giuliano Mini     | 6. April 1995      | Argentinien  |
| Enzo Moyano       | 15. Februar 1989   | Argentinien  |
| Fernando Murgo    | 17. Februar 1987   | Argentinien  |
| Mauricio Quiroga  | 13. März 1992      | Argentinien  |
| Andrei Sartassow  | 10. November 1975  | Russland     |
| Leonardo Sosa     | 29. Mai 1992       | Argentinien  |